# Мужавамария, Жанна д’Арк
Жа́нна д’Арк Мужавамария (фр. Jeanne d’Arc Mujawamariya; род. 13 марта 1970, Кигали) ― руандийский политик. Министр образования, науки, технологий и исследований Руанды в 2006―2008 гг. Чрезвычайный и полномочный посол Руанды в Российской Федерации в 2013―2019 годах. Министр окружающей среды Руанды с ноября 2019 года.

## Биография
Училась в Российском университете дружбы народов на факультете физико-математических и естественных наук. Окончила бакалавриат по специальности «химия» и в 1997 году ― магистратуру по специальности «физическая химия». В 2001 году защитила кандидатскую диссертацию в Индийском институте технологии в Рурки.
С 2003 по 2006 год занимала должность первого заместителя министра по вопросам начального и среднего образования и в 2005 году также стала первым заместителем министра по делам высшего образования в том же Министерстве образования, науки, технологий и исследований. В 2006 году стала министром образования и занимала этот пост до марта 2008 года.
В январе 2008 года Мужавамарии предстала перед парламентской комиссией, проводящей расследование факта наличия «геноцидальной идеологии» в школах Руанды. Несколько депутатов комиссии раскритиковали деятельность Мужавамарии и Джозефа Мурекерахо, первого заместителя министра по вопросам начального и среднего образования, обвинив их в недостаточном принятии карательных мер в отношении педагогов, которые распространяют тутсифобские настроения в школах. В марте 2008 года Жанна д’Арк Мужавамарии стала министра по вопросам гендерного равенства и семьи, тогда же подготовила ряд важных законов о защите детей и женщин. Эту должность она занимала до марта 2011 года, после чего стала ректором Института Кигали.
1 марта 2013 года была назначена на пост Чрезвычайного и полномочного посла Руанды в Российской Федерации. В июле 2014 года выступила с заявлением о том, что Руанда может признать аннексию Крыма Россией, если это в свою очередь сделает Африканский союз.
4 ноября 2019 года решением президента Руанды П. Кагаме освобождена от обязанностей посла и назначена министром окружающей среды.
Замужем, имеет троих детей.